# Juan Carlos Durán Saucedo
Pour les articles homonymes, voir Duran.
Juan Carlos Durán Saucedo, né à Santa Cruz de la Sierra le 29 juillet 1949 et mort dans la même ville le 13 juillet 2023, est un homme politique, avocat et dirigeant sportif bolivien. Il est ministre de l'Intérieur du président Víctor Paz Estenssoro entre 1987 et 1989. Plus tard, il est élu sénateur de Santa Cruz, occupent la fonction de président du Sénat national de 1993 à 1994 et de 1995 à 1996.
Il était le candidat présidentiel du Mouvement nationaliste révolutionnaire (MNR) aux élections de 1997, où il a obtient la deuxième place. Dans le domaine sportif, il a été président du club Real Santa Cruz dans les années 1990. Pendant sa présidence du club est construit le stade qui portera son nom jusqu'en 2018.
Il se présente l'élection présidentielle de 1997, où il arrive deuxième avec 18,20 % des voix. Il est battu par l'ancien Président Hugo Banzer qui obtient 22,26 % des voix. Banzer est proclamé président par le Congrès national bolivien comme la constitution de l'époque l'établissait. Cette élection signifiait pour le MNR la perte de près de la moitié de son électorat par rapport aux élections de 1993, où Gonzalo Sánchez de Lozada est élu Président.
Durant cette campagne présidentielle, il promet la poursuite des crimes contre l'humanité commis pendant la dictature (1971-1978) de son rival, Hugo Banzer.
Après cette élection, il se retire de la politique et se consacre à des activités privées à Santa Cruz de la Sierra, ville où il meurt des suites d'un cancer le 13 juillet 2023, quinze jours avant son 74e anniversaire.